# Dirk V (graaf)
Dirk V (1054 - 17 juli 1091) was een Friese graaf (comes Fresonum) die het bewind voerde over de gebieden die later bekend zouden worden als het graafschap Holland. Hij was de zoon van Geertruida van Saksen en haar eerste echtgenoot Floris I.
Floris sneuvelde in 1061 in de oorlog met de bisschop van Utrecht, Willem van Gelre. Dirk was toen minderjarig en zijn moeder trad op als regentes. Willem, de bisschop van Utrecht, maakte van deze situatie gebruik om het Rijnland en het Kennemerland te annexeren. Deze annexatie werd formeel bevestigd door keizerlijke regentes Duitsland Agnes van Poitou. Van Dirks graafschap bleven alleen de noordelijkste en zuidelijkste gebieden over. Zijn moeder besefte dat Dirk een sterke bondgenoot nodig had en ze trouwde in 1063 met Robrecht I van Vlaanderen, de broer van de graaf Boudewijn VI van Vlaanderen. Die gaf zijn aanspraken in Vlaanderen op (ten gunste van zijn neef Arnulf III van Vlaanderen) en wijdde zich aan zijn Friese belangen. Daaraan ontleent hij in Vlaanderen zijn bijnaam "de Fries". Dirk ontving Rijks-Vlaanderen ten oosten van de Schelde en de eilanden ten westen van de Schelde (o.a. Walcheren), als apanage.
Robrecht en Boudewijn wisten het Rijnland en Kennemerland weer terug te veroveren, maar keizer Hendrik IV gaf hertog Godfried III van Neder-Lotharingen opdracht om de bisschop te verdedigen. Godfried werd op 20 februari 1076 vermoord in Vlaardingen. Hij werd toen hij in de nacht zijn behoefte deed, van onderen via zijn aars door een steekwapen dodelijk verwond en overleed ten gevolge daarvan een week later in Utrecht. Toen bisschop Willem een paar maanden later ook overleed, verzamelde Dirk een Vlaams leger en probeerde hij opnieuw zijn graafschap te heroveren. De nieuwe bisschop Koenraad verschanste zich in het kasteel van IJsselmonde. De gevechten werden beslist doordat Dirk het kasteel kon veroveren. Koenraad sloot vrede en gaf daarbij het Rijnland en Kennemerland terug aan Dirk.
Dirk koos in de Investituurstrijd de kant van de paus en hij werd begraven in de abdij van Egmond.
Dirk is vermoedelijk getrouwd met Othelhildis van Saksen (ca. 1065 - 18 november 1120), maar hier kan ook sprake zijn van een verwarring met zijn grootvader. Dirk kreeg twee kinderen:
- Floris II
- Mathilde

## Voorouders
| Voorouders van graaf Dirk V | Voorouders van graaf Dirk V                                            | Voorouders van graaf Dirk V                                            | Voorouders van graaf Dirk V                                       | Voorouders van graaf Dirk V                                       | Voorouders van graaf Dirk V                                                     | Voorouders van graaf Dirk V                                                     | Voorouders van graaf Dirk V                                                     | Voorouders van graaf Dirk V                                                     |
| --------------------------- | ---------------------------------------------------------------------- | ---------------------------------------------------------------------- | ----------------------------------------------------------------- | ----------------------------------------------------------------- | ------------------------------------------------------------------------------- | ------------------------------------------------------------------------------- | ------------------------------------------------------------------------------- | ------------------------------------------------------------------------------- |
| Overgrootouders             | Arnulf van Gent (951 - 993) ∞ 980 Lutgardis van Luxemburg (960 - 1005) | Arnulf van Gent (951 - 993) ∞ 980 Lutgardis van Luxemburg (960 - 1005) | ? (-) ∞ ? (-)                                                     | ? (-) ∞ ? (-)                                                     | Bernhard I van Saksen (940 - 1011) ∞ Hildegard van Stade (965 - 1011)           | Bernhard I van Saksen (940 - 1011) ∞ Hildegard van Stade (965 - 1011)           | Hendrik van Schweinfurt (950 - 1017) ∞ Gerberga van Gleiberg (970 - 1036)       | Hendrik van Schweinfurt (950 - 1017) ∞ Gerberga van Gleiberg (970 - 1036)       |
| Grootouders                 | Dirk III (982 - 1039) ∞ Othelhilde (985 - 1044)                        | Dirk III (982 - 1039) ∞ Othelhilde (985 - 1044)                        | Dirk III (982 - 1039) ∞ Othelhilde (985 - 1044)                   | Dirk III (982 - 1039) ∞ Othelhilde (985 - 1044)                   | Bernhard II van Saksen (990 - 1056) ∞ 1020 Eilika van Schweinfurt (1005 - 1059) | Bernhard II van Saksen (990 - 1056) ∞ 1020 Eilika van Schweinfurt (1005 - 1059) | Bernhard II van Saksen (990 - 1056) ∞ 1020 Eilika van Schweinfurt (1005 - 1059) | Bernhard II van Saksen (990 - 1056) ∞ 1020 Eilika van Schweinfurt (1005 - 1059) |
| Ouders                      | Floris I (1025 - 1061) ∞ 1050 Geertruida van Saksen (1033 - 1113)      | Floris I (1025 - 1061) ∞ 1050 Geertruida van Saksen (1033 - 1113)      | Floris I (1025 - 1061) ∞ 1050 Geertruida van Saksen (1033 - 1113) | Floris I (1025 - 1061) ∞ 1050 Geertruida van Saksen (1033 - 1113) | Floris I (1025 - 1061) ∞ 1050 Geertruida van Saksen (1033 - 1113)               | Floris I (1025 - 1061) ∞ 1050 Geertruida van Saksen (1033 - 1113)               | Floris I (1025 - 1061) ∞ 1050 Geertruida van Saksen (1033 - 1113)               | Floris I (1025 - 1061) ∞ 1050 Geertruida van Saksen (1033 - 1113)               |
| 'Dirk V (±1054 - 1091)’     |                                                                        |                                                                        |                                                                   |                                                                   |                                                                                 |                                                                                 |                                                                                 |                                                                                 |